# Friedrich Wilhelm Eigler
Friedrich Wilhelm Eigler (* 10. Mai 1932 in Sangerhausen) ist ein deutscher Emeritus für Chirurgie.

## Leben
Eigler studierte an der Philipps-Universität Marburg, der Albert-Ludwigs-Universität Freiburg, der Ludwig-Maximilians-Universität München und der Justus-Liebig-Universität Gießen Medizin. In Gießen wurde er 1956 zum Dr. med. promoviert.
Seine chirurgische Ausbildung erhielt er in Köln bei Georg Heberer. 1971 kam Eigler als o. Professor an die damalige Essener Medizinische Fakultät der Ruhr-Universität Bochum, wo er als Direktor die Abteilung für Allgemeine Chirurgie übernahm. Am 5. Juli 1972 transplantierte er in Essen die erste Niere. 1987 folgte die erste Lebertransplantation. Mit seiner Klinik engagierte Eigler sich bei Eurotransplant und im KfH Kuratorium für Dialyse und Nierentransplantation. An der Neustrukturierung des Westdeutschen Tumorzentrums Essen war er federführend beteiligt. Nach 27 Jahren wurde er 1998 emeritiert.

## Ehrenämter
- Vorsitzender der Vereinigung Niederrheinisch-Westfälischer Chirurgen (1977)
- Dekan der Medizinischen Fakultät der Universität Essen (1981–1983)
- Beirat der Deutschen Stiftung Organtransplantation (1984–1996)
- Vorsitzender der Arbeitsgemeinschaft Deutscher Transplantationszentren (1990–1994)
- Vorsitzender des Beirats des Instituts für Wissenschaft und Ethik der Universitäten Bonn und Essen (seit 1994)
- Mitglied der Ständigen Kommission Organtransplantation der Bundesärztekammer
- Vorsitzender der Fort- und Weiterbildungskommission der Deutschen Gesellschaft für Chirurgie

## Ehrungen
- Curt-Adam-Preis (1965)
- Hans-von-Haberer-Preis der Vereinigung Niederrheinisch-Westfälischer Chirurgen (1968)
- Ernst-von-Bergmann-Plakette (1991)
- Ehrenmitglied der Valencianischen Chirurgengesellschaft (1993)
- Ehrenmitglied der Deutschen Transplantationgesellschaft[6]
- Ehrendoktor
- Bundesverdienstkreuz 1. Klasse (1999)
- Ehrenmitglied der Deutschen Gesellschaft für Chirurgie (2011)[7]